# Museo nazionale svizzero

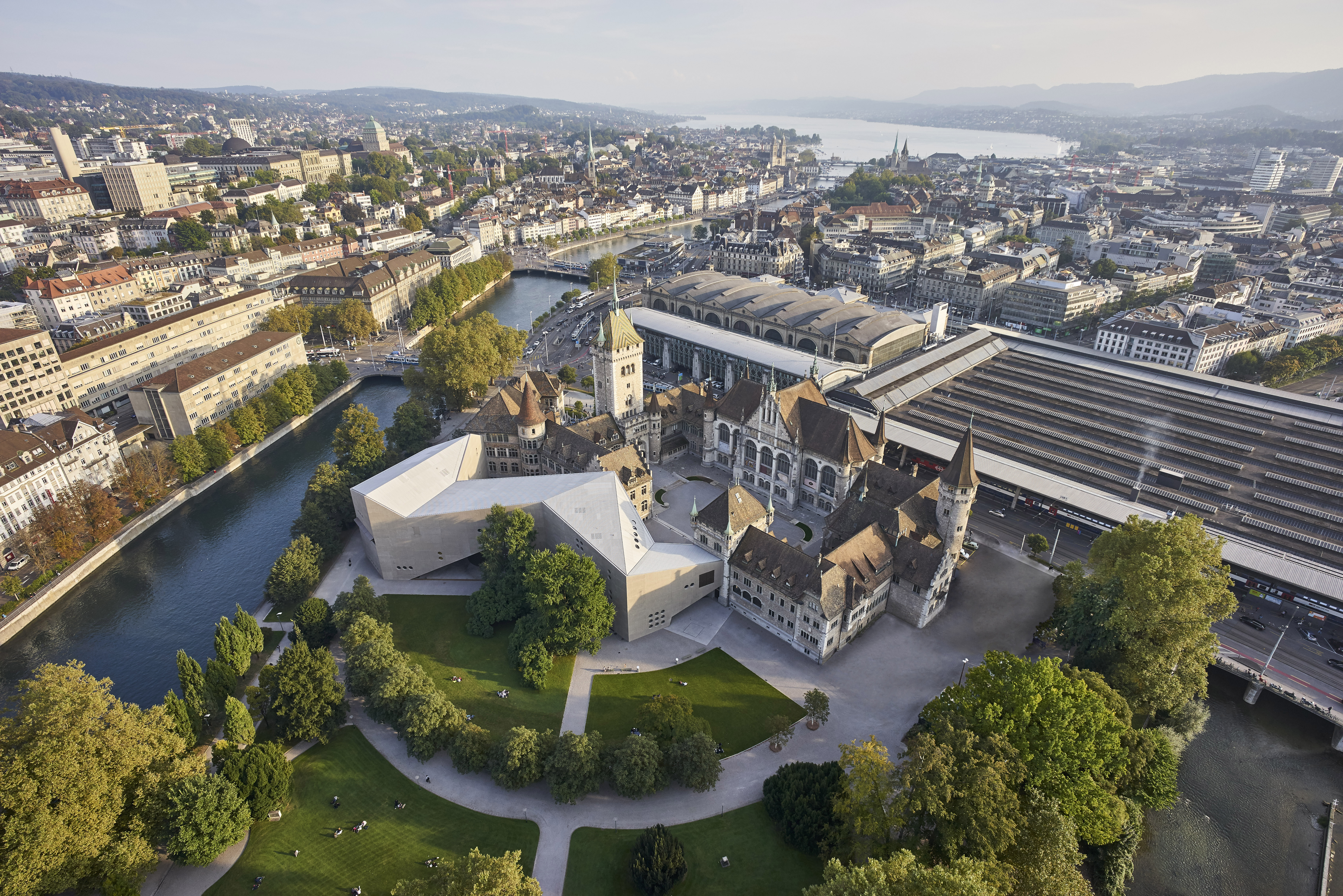
Il museo nazionale di Zurigo, la sede principale

Museo nazionale svizzero (MNS) è una denominazione che raggruppa tre musei situati in diverse zone della Svizzera. Il Museo nazionale svizzero è un istituto di diritto pubblico. Questi musei dipendono direttamente dalla Confederazione, Dipartimento federale dell'interno (DFI), e la sede è a Zurigo. Prima dell'entrata in vigore della legge concernente i musei nel 2010, il gruppo precedente chiamava Musee Suisse e contava tre musei tematici di più.
Con più di un milione di oggetti riuniti, i tre musei nazionali rappresentano la più importante collezione culturale del paese con reperti dalla preistoria ai nostri giorni. Vi si trovano anche una biblioteca e una fototeca.

## Sedi del Museo nazionale
- Museo nazionale di Zurigo (tedesco : Landesmuseum Zürich), Zurigo : dalla preistoria al XXI secolo
- Castello di Prangins (francese: Château de Prangins), Prangins : sviluppo economico, sociale e culturale nel XVIII e XIX secolo
- Forum della storia svizzera (tedesco : Forum Schweizer Geschichte), Svitto : le origini della vecchia confederazione nel Medioevo (dal XII al XIV secolo)
- Il centro delle collezioni ad Affoltern am Albis è aperto al pubblico per visite guidate e per le ricerche

## Organizzazione
Il Museo nazionale svizzero dipende organizzativamente dal Dipartimento federale dell'interno. Il consiglio museale, composto di sette a nove membri qualificati, ne è l’organo strategico. Il Consiglio federale nomina il presidente e gli altri membri del consiglio museale per un mandato di quattro anni. Garantisce che le regioni linguistiche siano adeguatamente rappresentate. Il consiglio museale nomina il direttore o la direttrice. Il MNS ha 331 dipendenti (186 posizioni a tempo pieno il 31.12.2021).  La carica di presidente del consiglio museale è attualmente ricoperta dall'ex diplomatico e politico Tim Guldimann. La direttrice del MNS è Denise Tonella, in carica dal 1º aprile 2021.